# René de Sercey
Hippolyte Marie René, comte de Sercey, né au château de Rumigny le 30 janvier 1855 et mort à Paris, 8e arrondissement le 1er mai 1912 est un haut-fonctionnaire, diplomate, ministre plénipotentiaire et ambassadeur français.

## Biographie
Né dans une famille de la vieille noblesse bourguignonne, petit-fils de Pierre César Charles, marquis de Sercey, amiral et pair de France, fils d'Édouard, comte de Sercey, diplomate, et de Marie de Rumigny, fille de Marie-Hippolyte, marquis de Rumigny, diplomate et pair de France, René de Sercey s'oriente tout naturellement très tôt vers la carrière diplomatique. Entré au ministère des Affaires étrangères comme attaché aux Archives en 1875, il passe par le cabinet du ministre des affaires étrangères Louis, duc Decazes à partir de novembre 1875. Il fait par la suite presque toute sa carrière à l'étranger, à l'exception d'un court passage à la direction politique du ministère en mars 1878.
Son premier poste est à Téhéran à partir d'avril 1876, où son père avait conduit la première ambassade de France auprès du chah de Perse, en 1839-1840. Après de courts séjours à Berne en 1877, Rome et Athènes en 1880, il devient secrétaire d'ambassade en 1881. Il est alors affecté à l’ambassade de France près le Saint-Siège en 1882, son premier poste au plus long terme. Il retrouve pendant ce séjour son camarade de classe du lycée Sainte-Geneviève Hubert Lyautey, alors jeune capitaine en mission officieuse auprès du pape Léon XIII pour le compte du comte de Chambord, et l'aide à naviguer les cercles romains. Il sert par la suite au Monténégro à partir de janvier 1887, où il se lie d'amitié avec le prince régnant Nicolas Ier. Il assure en 1891-1892 une mission d'inspection des écoles françaises et de l’exercice du protectorat religieux en Orient, qui l'amène à visiter les établissements français en Terre Sainte, comme par exemple celui de la Congrégation de Notre-Dame de Sion à Jérusalem. Il épouse en avril 1893 Blanche d'Andlau, fille de Gaston d'Andlau, général et sénateur, et est fait chevalier de la Légion d'honneur en juillet 1893.
Secrétaire de première classe de l'ambassade de France à Pékin à partir de novembre 1893, il devient le collaborateur dévoué de l’ambassadeur Auguste Gérard, qui par son action pendant et après la guerre sino-japonaise de 1894-1895 va permettre à la France de lier l'empire Qing à l'alliance franco-russe nouvellement établie. Ils obtiennent de plus la concession d'une immense zone d’influence au sud de la Chine, protégeant l'Indochine française. Gérard et Sercey jouent aussi un rôle important dans l’ouverture de la Chine impériale à la notion de relations diplomatiques normalisées avec le reste du monde : ainsi ils sont parmi les premiers envoyés diplomatiques à remettre directement leurs lettres de créance à l’empereur Guangxu au cours d’une audience privée. En 1896, par décret impérial, l’Empereur confère au comte de Sercey l’un des grades des plus élevés dans l’Ordre du Double Dragon. En parallèle de ses activités, le diplomate élabore en collaboration avec le baron Guido Vitale, linguiste, sinologue et diplomate italien, une Grammaire & vocabulaire de la langue mongole (dialecte des Khalkhas), publiée en 1897, première de ce genre en français. Il quitte la Chine en janvier 1898, quelques mois seulement avant la révolte des Boxers.
Il passe brièvement par un poste à Tanger en janvier 1898, avant d'être chargé du consulat général de Beyrouth à partir d'avril 1898. Son rôle dans la région consiste en grande partie à l'observation des dynamiques religieuses locales, travaillant à renforcer l'influence de la France : il œuvre par exemple avec succès à l'ouverture d'un séminaire syrien-catholique à Jérusalem, à la requête du patriarche Ignace Éphrème II Rahmani, perçu par le diplomate et ses supérieurs avec satisfaction comme un volontarisme pro-français, dans un contexte de compétition avec la diplomatie allemande. Son activité passe aussi bien sûr par la protection et l'animation de la colonie française déjà importante, à laquelle il laisse un « affectueux souvenir ». Mais il profite aussi de cette présence au Levant pour s'adonner à sa passion pour l'archéologie, visitant à de multiples reprises les ruines de Palmyre, dans le désert syrien. Il conserve ce poste jusqu'en décembre 1904 : selon la presse conservatrice de l'époque, il aurait démissionné en protestation du manque de réaction des autorités françaises face à des massacres de chrétiens ayant eu lieu en Syrie.
Il retourne au Monténégro, désormais ministre plénipotentiaire de France à Cetinje. Le comte fait partie du cercle intime du prince Nicolas, qu'il rejoint souvent en compagnie de ses ministres pour des soirée informelles, où se joue notamment le poker. La légation française, animée par son épouse, est au cœur de la vie du corps diplomatique présent dans la petite principauté, rejoint par une partie des élites monténégrines. Un article de presse de l'époque décrit le comte de Sercey comme un « charmeur et gentil homme », « très grand et très fort », à « l’aspect cordial, spirituel, ouvert », « passionné d'histoire et d'art antique ». Il est promu au grade d'officier de la Légion d'honneur le 20 juillet 1909.
Il est envoyé à Luxembourg en tant qu’envoyé extraordinaire et ministre plénipotentiaire de France au Grand-Duché le 22 février 1911, au regret du désormais roi Nicolas Ier. Mais il meurt subitement le 1er mai 1912 à Paris, âgé de seulement 57 ans, à son domicile de la rue du Faubourg-Saint-Honoré. Ses obsèques sont célébrées à l'église Saint-Phillipe-du-Roule en présence de nombreux représentant des corps diplomatiques étrangers et français. Il est inhumé au cimetière de Montmartre.

## Publications
- Grammaire & vocabulaire de la langue mongole (dialecte des Khalkhas), Pékin, Imprimerie des Lazaristes au Pé-T'ang, 1897

## Décorations
- Officier de la Légion d'honneur (20 juillet 1909[5])
- Ordre impérial du Double Dragon (1896)

## Annexe